# Planctomycetales
De Planctomycetales zijn een orde van obligaat (verplicht) aerobe bacteriën die voorkomen in brak, zout en zoet water. Het zijn eivormige bacteriën, die een steel aan het niet-reproductieve eind hebben. Ze vermeerderen zich door knopvorming.

## Bouw
Deze bacteriën behoren tot de groep die geen mureïne in hun celwand hebben zitten. Mureïne is een belangrijk copolymeer, dat als een beschermstof in veel celwanden van bacteriën voorkomt. In plaats daarvan bestaan hun celwanden uit glycoproteïne, dat rijk is aan glutamaat. Planctomycetes hebben inwendige structuren die meer complex zijn dan men zou verwachten bij prokaryoten. Ofschoon ze geen celkern, zoals die voorkomt bij eukaryoten, hebben, kan kernmateriaal soms omgeven zijn door een dubbelmembraan. Naast dit nucleoïde zijn er twee andere door membranen omgeven compartimenten; het pirellulosoom of riboplasma, dat het ribosoom bevat met de verwante proteïnen en het ribosoomvrije paryphoplasma (Glockner, 2003).

## Genoom
RNA-sequencing laat zien dat de planctomycetes verre verwanten zijn van de andere eubacteria. Een aantal onontbeerlijke pathways (een reeks van biochemische processen) zijn niet georganiseerd in operons hetgeen voor bacteriën ongewoon is (Glockner, 2003). Een aantal genen zijn gelijk aan die in eukaryoten. Een voorbeeld hiervan is de gensequentie in Gemmata obscuriglobus dat een significante homologie vertoont met het integrine alpha-V, een proteïne dat van belang is voor de transmembrane signaal transductie in eukaryoten (Jenkins et al., 2002).

## Levenscyclus
De levenscyclus bestaat uit een afwisseling van cellen, die zich ergens aan vasthechten, met zwermcellen, die flagellen hebben. De eerstgenoemde cellen vormen door knopvorming de zwermcellen met flagellen. Deze zwermcellen zwemmen een poosje alvorens ze zich vasthechten en zich gaan vermeerderen.